# Lekkoatletyka na Letnich Igrzyskach Olimpijskich 1908 – bieg na 400 m przez płotki mężczyzn
Bieg na 400 m przez płotki mężczyzn był jedną z konkurencji lekkoatletycznych na letnich igrzyskach olimpijskich 1908 w Londynie, która odbyła się w dniach 20-22 lipca 1908. Uczestniczyło 15 zawodników z 6 krajów.

## Rekordy
Rekordy świata i olimpijskie przed rozegraniem konkurencji.
| Rekord świata     | 55,8(*)  | Charles Bacon    | Filadelfia (USA) | 6 lipca 1908  |
| Rekord olimpijski | 57,6(**) | Walter Tewksbury | Paryż (FRA)      | 15 lipca 1900 |

(*) - nieoficjalny
(**)  - obwód bieżni wynosił 500 m

## Wyniki

### Runda 1
| Miejsce | Zawodnik    | Państwo  | Czas     |
| ------- | ----------- | -------- | -------- |
| 1       | Evert Koops | Holandia | walkower |

| Miejsce | Zawodnik     | Państwo           | Czas     |
| ------- | ------------ | ----------------- | -------- |
| 1       | Harry Coe    | Stany Zjednoczone | 58,8 s   |
| 2       | John Densham | Wielka Brytania   | (59,0 s) |

| Miejsce | Zawodnik      | Państwo           | Czas      |
| ------- | ------------- | ----------------- | --------- |
| 1       | Charles Bacon | Stany Zjednoczone | 57,0 s OR |
| 2       | Henry Murray  | Australazja       | (59,8 s)  |

| Miejsce | Zawodnik         | Państwo         | Czas     |
| ------- | ---------------- | --------------- | -------- |
| 1       | Frederick Harmer | Wielka Brytania | walkower |

| Miejsce | Zawodnik        | Państwo         | Czas     |
| ------- | --------------- | --------------- | -------- |
| 1       | Geoffrey Burton | Wielka Brytania | walkower |

| Miejsce | Zawodnik       | Państwo           | Czas   |
| ------- | -------------- | ----------------- | ------ |
| 1       | Harry Hillman  | Stany Zjednoczone | 59,2 s |
| —       | Georges Dubois | Francja           | DNF    |

| Miejsce | Zawodnik         | Państwo         | Czas     |
| ------- | ---------------- | --------------- | -------- |
| 1       | Oswald Groenings | Wielka Brytania | walkower |

| Miejsce | Zawodnik    | Państwo         | Czas     |
| ------- | ----------- | --------------- | -------- |
| 1       | Wyatt Gould | Wielka Brytania | walkower |

| Miejsce | Zawodnik      | Państwo | Czas     |
| ------- | ------------- | ------- | -------- |
| 1       | Nándor Kovács | Węgry   | walkower |

| Miejsce | Zawodnik      | Państwo         | Czas     |
| ------- | ------------- | --------------- | -------- |
| 1       | Jimmy Tremeer | Wielka Brytania | walkower |

| Miejsce | Zawodnik      | Państwo         | Czas     |
| ------- | ------------- | --------------- | -------- |
| 1       | Leslie Burton | Wielka Brytania | 1:00,4   |
| 2       | Henri Meslot  | Francja         | (1:01,0) |

### Półfinały
| Miejsce | Zawodnik      | Państwo           | Czas      |
| ------- | ------------- | ----------------- | --------- |
| 1       | Harry Hillman | Stany Zjednoczone | 56,4 s OR |
| 2       | Harry Coe     | Stany Zjednoczone | (57,0 s)  |
| —       | Evert Koops   | Holandia          | DNF       |

| Miejsce | Zawodnik         | Państwo           | Czas   |
| ------- | ---------------- | ----------------- | ------ |
| 1       | Charles Bacon    | Stany Zjednoczone | 58,8 s |
| —       | Oswald Groenings | Wielka Brytania   | DNF    |
| —       | Nándor Kovács    | Węgry             | DNF    |

| Miejsce | Zawodnik         | Państwo         | Czas   |
| ------- | ---------------- | --------------- | ------ |
| 1       | Leslie Burton    | Wielka Brytania | 59,8 s |
| 2       | Frederick Harmer | Wielka Brytania | 1:00,3 |
| 3       | Wyatt Gould      | Wielka Brytania | b.d    |

| Miejsce | Zawodnik        | Państwo         | Czas   |
| ------- | --------------- | --------------- | ------ |
| 1       | Jimmy Tremeer   | Wielka Brytania | 1:00,6 |
| —       | Geoffrey Burton | Wielka Brytania | DNF    |

### Finał
finał został rozegrany 22 lipca.
| Miejsce | Zawodnik      | Państwo           | Czas      |
| ------- | ------------- | ----------------- | --------- |
| 1       | Charles Bacon | Stany Zjednoczone | 55,0 s WR |
| 2       | Harry Hillman | Stany Zjednoczone | 55,3 s    |
| 3       | Jimmy Tremeer | Wielka Brytania   | 57,0 s    |
| 4       | Leslie Burton | Wielka Brytania   | 58,0 s    |